# キリンカップサッカー2002
キリンカップサッカー2002は、第23回目のキリンカップサッカーである。2002年4月29日から5月2日にかけて開催され、日本、スロバキア、ホンジュラスが参加した。スロバキアとホンジュラスによる対戦は行われず、順位は定められなかった。

## 結果
| 2002年4月29日 16:15 |

| 日本          | 1 - 0 | スロバキア |
| 西澤明訓 38分 |       |            |

| 国立霞ヶ丘競技場（東京） 観客数: 55,144人 主審: 裴才用 |

| 2002年5月2日 19:22 |

| 日本                                       | 3 - 3 | ホンジュラス                           |
| 中村俊輔 26分, 41分 · アレックス 76分 (PK) |       | ピネダ 15分 · パボン 27分, 45+1分 (PK) |

| 神戸ウイングスタジアム（神戸） 観客数: 38,130人 主審: 朴商九 |